# 4089 Galbraith
4089 Galbraith је астероид главног астероидног појаса са средњом удаљеношћу од Сунца која износи 2,185 астрономских јединица (АЈ).
Апсолутна магнитуда астероида је 13,1.